# Lista över politiska partier i Rumänien
Detta är en lista över politiska partier i Rumänien.

## Partier representerade i parlament
| Namn | Namn | Förkortning | Partiledare                               | Ideologi                           | Deputerade | Senatorer | Europaparlamentariker |
| ---- | --- | ----------- | ----------------------------------------- | ---------------------------------- | ---------- | --------- | --------------------- |
|      | Socialdemokratiska partiet Partidul Social Democrat                                                                  | PSD         | Liviu Dragnea                             | Socialdemokrati                    |            |           |                       |
|      | Nationalliberala partiet Partidul Național Liberal                                                                   | PNL         | Alina Gorghiu Vasile Blaga                | Liberalism                         | 106        | 56        | 8                     |
|      | Nationella unionen för Rumäniens utveckling Uniunea Națională pentru Progresul României (kommer att gå ihop med PMP) | UNPR        | Valeriu Steriu                            | Socialdemokrati                    |            |           |                       |
|      | Alliansen liberaler och demokrater Alianța Liberalilor și Democraților                                               | ALDE        | Călin Popescu-Tăriceanu Daniel Constantin | Liberalism                         | 24         | 9         | 5                     |
|      | Ungerska demokratiska unionen i Rumänien Uniunea Democrată Maghiară din România Romániai Magyar Demokrata Szövetség  | UDMR        | Hunor Kelemen                             | Minoritetsintressen                | 17         | 8         | 2                     |
|      | Folkrörelsepartiet Partidul Mișcarea Populară                                                                        | PMP         | Traian Băsescu                            | Kristdemokrati                     | 13         | 1         | 1                     |
|      | Kristdemokratiska nationella bondepartiet Partidul Național Țărănesc Creștin-Democrat                                | PNȚCD       | Aurelian Pavelescu                        | Agrarianism Kristdemokrati         | 1          | 1         | 0                     |
|      | Gröna partiet Partidul Verde                                                                                         | PV          | Remus Cernea                              | Grön ideologi                      | 1          | 0         | 0                     |
|      | Förenade rumänska partiet Partidul România Unită                                                                     | PRU         | Bogdan Diaconu                            | Nationalkonservatism Protektionism | 1          | 0         | 0                     |
|      | Humanistiska maktpartiet                                                                                             |             |                                           |                                    | 0          | 0         | 1                     |
|      | M10 |             | Ioana Constantin                          | Libertarianism Konservatism        | 0          | 0         | 1                     |

### Minoritetspartier i deputeradekammaren
Enligt den rumänska konstitutionen ska partier eller kulturorganisationer som företräder etniska minoritetsgrupper reserveras ett mandat i deputeradekammaren. Minoritetspartierna stödjer vanligtvis den sittande regeringen. Ungerska demokratiska unionen i Rumänien, som delvis är etniskt baserat räknas som ett av de stora partierna.
| Namn | Minoritetsgrupp          |
| Rumäniens italienares förening Rumänska: Asociația Italienlor din România Italienska: Associazione degli Italiani di Romania | italienare               |
| Banats bulgariska förbund - Rumänien Rumänska: Uniunea Bulgară din Banat - România Bulgariska: Български съюз на Банат - Румъния | bulgarer (se även Banat) |
| Lippovan-ryssarnas gemenskap i Rumänien Rumänska: Comunitatea Rușilor Lipoveni din România Ryska: Община русских-липован Румынии | lippovaner               |
| Rumäniens rusiners kulturella förbund Rumänska: Uniunea Culturală a Rutenilor din România Ukrainska: Културне Товариство Русинів Романії | rusiner                  |
| Demokratiskt forum för tyskar i Rumänien Rumänska: Forumul Democrat al Germanilor din România Tyska: Demokratisches Forum der Deutschen in Rumänien                                                                                             | Rumänientyskar           |
| Demokratiska förbundet för slovaker och tjecker i Rumänien Rumänska: Uniunea Democratică a Slovacilor și Cehilor din România Tjeckiska: Demokratický svaz Slováků a Čechů v Rumunsku Slovakiska: Demokratický zväz Slovákov a Čechov v Rumunsku | tjecker och slovaker     |
| Demokratiska förbundet för Rumäniens turkisk-islamska tatarer Rumänska: Uniunea Democrată a Tătarilor Turco-Musulmani din România Turkiska: Romanya Müslüman Tatar Türklerĭ Demokrat Bĭrlĭgĭ                                                    | tatarer                  |
| Rumäniens judiska gemenskapers federation Rumänska: Federația Comunităților Evreiești din România | judar                    |
| Rumäniens hellenska förbund Rumänska: Uniunea Elenă din România Grekiska: Ένωση Ελλήνων της Ρουμανίας | hellener                 |
| Rumäniens albaners förbund Rumänska: Liga Albanezilor din România Albanska: Liga e shqiptarëve në Rumani | albaner                  |
| Romernas parti Rumänska: Partida Romilor Romani: Partida le Romenge | romer                    |
| Rumäniens turkiska demokratiska förbund Rumänska: Uniunea Democrată Turcă din România Turkiska: Romanya Türk Demokrat Birliği | turkar                   |
| Rumäniens armeniers förbund Rumänska: Uniunea Armenilor din România Armeniska: Հայերի միությունը Ռումինիայի | armenier                 |
| Rumäniens kroaters förbund Rumänska: Uniunea Croaților din România Kroatiska: Savez Hrvata u Rumunjskoj | kroater                  |
| Rumäniens polackers förbund Rumänska: Uniunea Polonezilor din România "Dom Polski" Polska: Związek Polaków w Rumunii "Dom Polski" | polacker                 |
| Rumäniens serbers förbund Rumänska: Uniunea Sârbilor din România Serbiska: Савез Срба у Румунији | serber                   |
| Rumänska slaviska makedoniers förbund Rumänska: Asociația Macedonenilor Slavi din România Makedonska: Сојуз на словенски Македонци на Романија                                                                                                  | makedonier               |
| Rumäniens ukrainares förbund Rumänska: Uniunea Ucrainienilor din România Ukrainska: Союз українців Румунії | ukrainare                |